# Carsten Embach
Carsten Embach (Stralsund, 12 oktober 1968) is een Duits voormalig bobsleeremmer. Embach won in 1994 als remmer van Wolfgang Hoppe de olympische bronzen medaille in de viermansbob. Samen met Hoppe won Embach ook twee wereldtitels en één bronzen medaille in de viermansbob. Na het stoppen van Hoppe stapte Embach over naar de bob van André Lange. In 2000 en 2003 werd Embach wereldkampioen in de viermansbob en in 2002 won Embach olympisch goud in de viermansbob.

## Resultaten
- Olympische Winterspelen 1994 in Lillehammer  in de viermansbob
- Wereldkampioenschappen bobsleeën 1995 in Winterberg  in de viermansbob
- Wereldkampioenschappen bobsleeën 1996 in Calgary  in de viermansbob
- Wereldkampioenschappen bobsleeën 1997 in Sankt Moritz  in de viermansbob
- Wereldkampioenschappen bobsleeën 2000 in Altenberg  in de viermansbob
- Wereldkampioenschappen bobsleeën 2001 in Sankt Moritz  in de viermansbob
- Olympische Winterspelen 2002 in Salt Lake City  in de viermansbob
- Wereldkampioenschappen bobsleeën 2003 in Lake Placid  in de viermansbob

1924: Scherrer / Neveu / A.Schläppi / H.Schläppi ·
1928: Fiske / Tucker / Mason / Gray / Parke ·
1932: Fiske / Eagan / Gray / O'Brien ·
1936: Musy / Gartmann / Bouvier / Beerli ·
1948: Tyler / Martin / Rimkus / D'Amico ·
1952: Ostler / Kuhn / Nieberl / Kemser ·
1956: Kapus / Diener / Alt / Angst ·
1964: V.Emery / Kirby / Anakin / J.Emery ·
1968: Monti / De Paolis / Zandonella / Armano ·
1972: Wicki / Leutenegger / Camichel / Hubacher ·
1976: Nehmer / Babock / Germeshausen / Lehmann ·
1980: Nehmer / Musiol / Germeshausen / Gerhardt ·
1984: Hoppe / Wetzig / Schauerhammer / Kirchner ·
1988: Fasser / Meier / Fässler / Stocker ·
1992: Appelt / Schroll / Winkler / Haidacher ·
1994: Czudaj / Brannasch / Hampel / Szelig ·
1998: Langen / Zimmermann / Jakobs / Hampel ·
2002: Lange / Kühn / Kuske / Embach ·
2006: Lange / Hoppe / Kuske / Putze ·
2010: Holcomb / Mesler / Tomasevicz / Olsen ·
2014: Melbārdis / Dreiškens / Vilkaste / Strenga  ·
2018: Friedrich / Bauer / Grothkopp / Margis   ·
2022: Friedrich / Margis / Bauer / Schüller